# ماتیا مارکی
ماتیا مارکی (انگلیسی: Mattia Marchi؛ زادهٔ ۱۴ ژانویهٔ ۱۹۸۹) بازیکن فوتبال اهل ایتالیا است.
از باشگاه‌هایی که در آن بازی کرده‌است می‌توان به باشگاه فوتبال کرمونزه و باشگاه فوتبال ویرتوس انتلا اشاره کرد.